# Religion hittite
Sauf précision contraire, les dates de cet article sont sous-entendues « avant l'ère commune » (AEC), c'est-à-dire « avant Jésus-Christ ».
La religion est un des aspects les mieux connus de la civilisation hittite, grâce à des sources textuelles et artistiques relativement abondantes. Elle est très marquée par le syncrétisme, et mélange des éléments hittites avec des influences hourrites, hatties, louvites, syriennes et mésopotamiennes.

## Sources
Les principales sources sur la religion hittite viennent de la capitale de cet ancien royaume, Hattusa, correspondant à l'actuel site archéologique de Boğazköy en Turquie. Le palais royal et le grand temple de la Ville Basse ont livré une grande quantité d'archives sur des tablettes d'argiles, notamment de nombreux textes religieux. Il peut s'agit de textes de rituels (exorcismes, divination, descriptions de fêtes), de prières, d'hymnes, et également des mythes. Ces textes ont pu être rédigés en hittite, hatti, akkadien, ou bien en hourrite, témoignant des différents héritages aux sources de la religion hittite (voir plus bas). On trouve également des textes administratifs relatifs à la vie religieuse du royaume : des Instructions aux officiants des temples, les Instructions aux garde-frontières, qui montrent l'existence de cultes régionaux, ou encore les inventaires du mobilier des temples réalisés au temps de Tudhaliya IV. Les traités internationaux conclus par les rois hittites comportent des listes divines nous montrant comment les Hittites pensaient l'organisation de leur très complexe panthéon. La capitale hittite est aussi le principal lieu de culte du royaume, quasiment une ville sainte, et comportait de nombreux temples, notamment le grand temple du Dieu de l'Orage et de la Déesse-soleil. À proximité de la capitale, le site cultuel de Yazılıkaya présente de nombreuses représentations de divinités, et nous informe sur le panthéon des dernières décennies du royaume. D'autres bas-reliefs témoignant de la religion hittite ont été retrouvés sur d'autres sites, comme Alacahöyük. Des textes religieux ont aussi été exhumées sur les sites d'Ortaköy (l'antique Sapinuwa) et de Kuşaklı (Sarissa).

## Contexte culturel et historique

Localisation des régions et principales villes de l'Anatolie hittite.

Les sources écrites relatives à la religion hittite montrent bien le contexte culturel complexe dans lequel elle s'est développée. L'Anatolie hittite est une véritable mosaïque culturelle : le peuple ayant créé le royaume est indo-européen, de même que les Louvites et les Palaïtes, tandis que le peuple hatti, qui habite sans doute la région depuis le plus longtemps, semble rattaché aux peuples caucasiens. Les Hourrites, qui sont l'ethnie dominante du sud-est anatolien à l'époque des Hittites, appartiennent également à un groupe linguistique isolé. Enfin, on ne peut pas faire abstraction de l'influence de la Mésopotamie, et également de la Syrie : de nombreux textes retrouvés à Hattusa sont écrits en akkadien et certains même en sumérien, deux langues qui ont marqué le vocabulaire religieux des textes hittites. 
De fait, les textes religieux du royaume hittite peuvent être écrits dans plusieurs langues, qui sont très différentes les unes des autres. On a conservé des rituels en hatti, en palaïte, louvite, ou en hourrite, en plus de ceux en hittite, et évidemment des textes akkadiens. Les Hittites ont traduit dans leur langue des mythes mésopotamiens (Épopée de Gilgamesh, mythe sur Sargon d'Akkad) et hourrites (Cycle de Kumarbi). La religion hittite est donc le produit d'un syncrétisme très prononcé.
Les dieux vénérés sont originaires de ces diverses cultures, qui parfois se mélangent dans une même figure, au point qu'on a souvent du mal à déterminer ses origines. Le panthéon hittite est très marqué par celui des Hatti, le peuple qui l'a précédé dans la région où il réside, et subit une influence hourrite de plus en plus forte au cours du temps. L'influence hourrite marque de plus en plus les rois hittites, notamment à partir du règne de Suppiluliuma Ier, dont la dynastie a peut-être des origines hourrites. Au temps de Hattusili III (1265-1238) et Tudhaliya IV (1238-1215), sans doute influencés en partie par la reine Puduhepa, originaire du Kizzuwatna de culture hourrite, la religion hittite est très marquée par l'élément hourrite. Cela se voit bien au sanctuaire de Yazılıkaya, où les grands dieux sont appelés par leur nom hourrite.

## Les « mille dieux » du Hatti

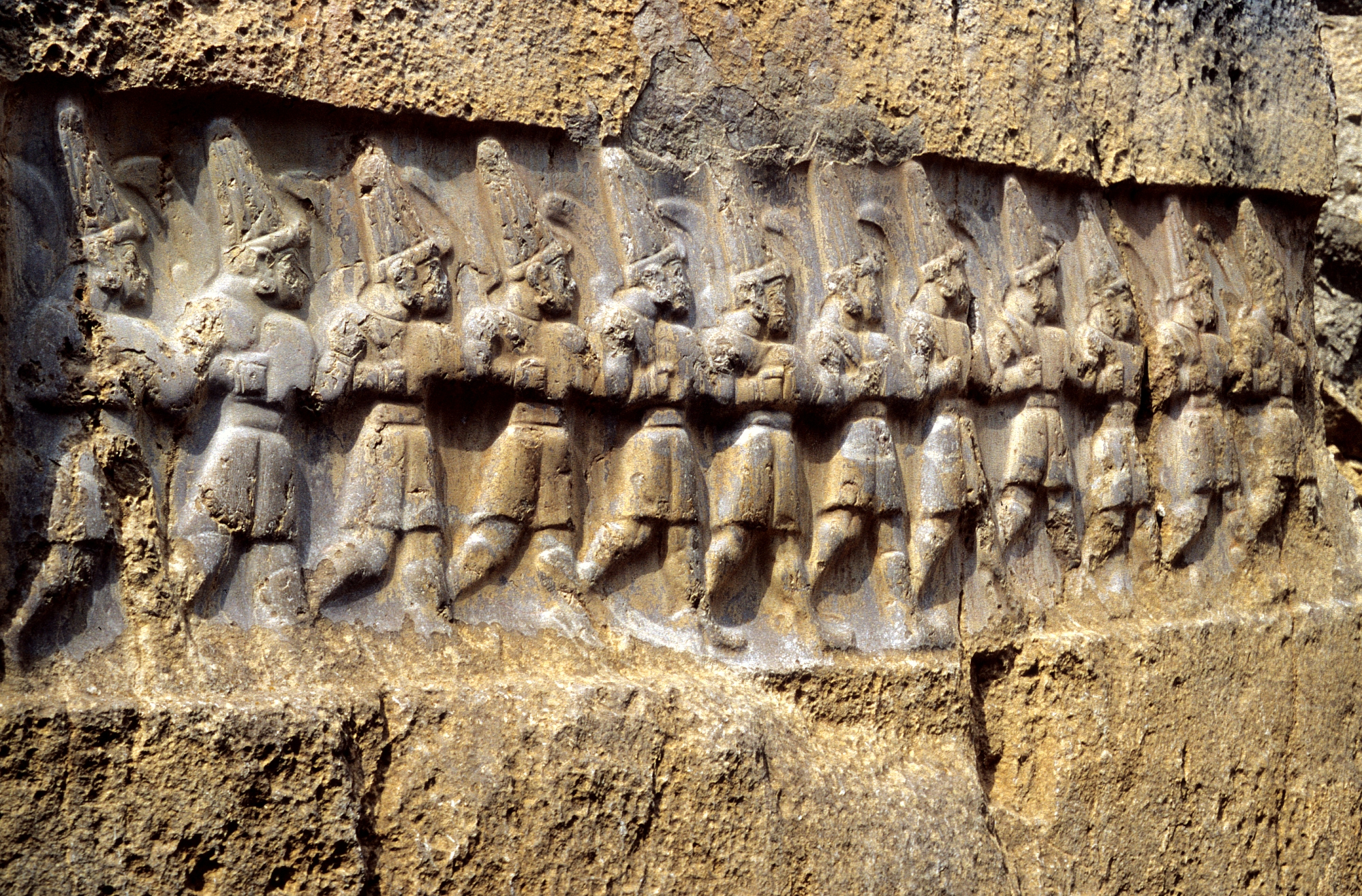
Frise des douze dieux, Yazılıkaya.

### La nature des divinités
Les dieux hittites sont considérés comme les maîtres des hommes, dont le seul destin est de les servir, en assurant la continuité de leur culte. Cependant, aucun texte mythologique hittite ne légitime cette relation comme c'est le cas en Mésopotamie. Les divinités veillent à ce que les agissements de leurs serviteurs soient conformes à la morale et à la piété. Il fallait à tout prix que les humains évitent de commettre une faute qui les rende impur (hurkel), sous peine d'être mis à l'écart de la communauté ou même tué. Les dieux étaient également les garants de serments passés entre les humains, et à ce titre ils apparaissent comme témoins dans les accords diplomatiques. Ils doivent châtier quiconque enfreindrait le contrat. Au cours des conflits, ils tranchent en faveur de celui qui est le plus pieux, ou punissent les impies, en faisant pencher le sort de la bataille. Les dieux peuvent donc rendre justice à ceux dont les agissements sont conformes à leur volonté. Cependant chaque dieu a ses propres fonctions, attributs et domaines de compétence, voire une aire géographique dans lesquels son pouvoir s'exerce spécifiquement ou bien de façon privilégiée.
Les divinités hittites de la période historique sont systématiquement représentées sous un aspect anthropomorphique. Elles disposent d'attributs qui permettent parfois de les identifier : ainsi le dieu de l'Orage du Hatti a une masse d'armes, voire un foudre, et est parfois accompagné par le taureau, son animal-attribut. Il n'y a cependant aucune preuve que certaines divinités soient conçues comme ayant un aspect animal. 

### Les panthéons
Le panthéon hittite est caractérisé par sa grande complexité, qui faisait que les Hittites eux-mêmes parlaient souvent des « mille dieux du Hatti ». Cela est notamment dû au syncrétisme, et à la superposition des divinités en fonction de leurs origines même si leurs fonctions sont identiques. Au temps de Hattusili III, Tudhaliya IV et Puduhepa, on fait une tentative d'élaboration d'un panthéon clairement hiérarchisé.

### Les principales divinités
La principale divinité hittite est le Dieu de l'Orage du Hatti (nom hittite inconnu ; Taru en hatti, Tarhun, Tarhunta ou Tarhunna en hiéroglyphes louvites), qui a son grand temple à Hattusa. D'autres dieux de l'Orage existent dans des villes hittites (Nerik, Zalpa, Zippalanda). L'autre grande divinité est la Déesse-soleil d'Arinna, issue de la culture hattie, où elle est connue sous le nom de Wurusemu. Ces deux grands dieux sont finalement assimilés aux divinités hourrites Teshub et sa parèdre Hebat. 
Les Hittites ont vénéré d'autres divinités issues de la culture hattie, comme Télipinu, dieu de la fertilité, Khalmasuit, la « déesse-trône », Inara, dieu originaire de Hattusa, le dieu de la guerre, Wurunkatte. D'autres divinités sont issues du monde syro-hourrite, comme le dieu de l'Orage d'Alep, celui du Kizzuwatna, Sharruma, le fils de Hebat et Teshub, le dieu-soleil Shimegi, le dieu-lune Kushukh, et Ishtar (Shaushga) de Ninive. Un autre groupe de divinités peut être constitué par sa fonction, les divinités protectrices de la nature, DLAMMA. On peut enfin mentionner Lelwani, la déesse des Enfers.

## Les acteurs humains du culte

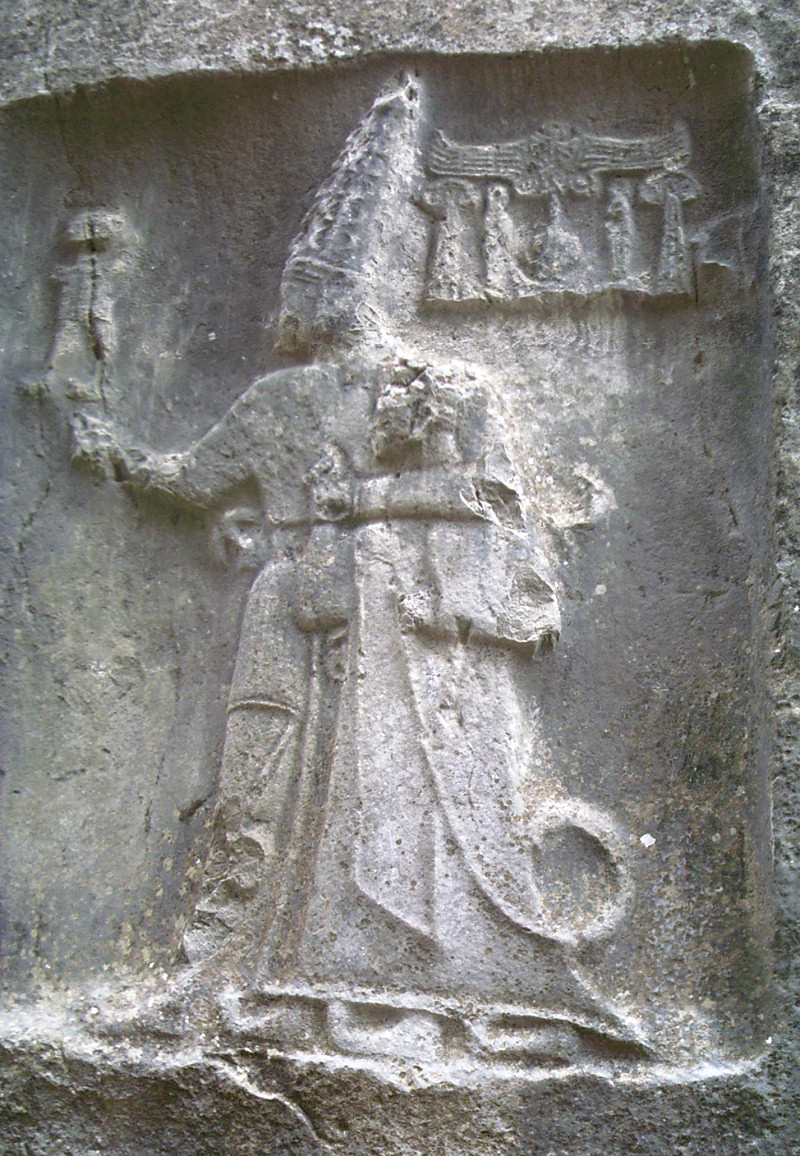
Le roi Tudhaliya IV sous la protection de son dieu protecteur, Sharruma, bas-relief de Yazılıkaya

### Le roi et la reine
Le roi est l'être humain le plus proche des dieux, celui qui assure le lien entre eux et le reste des humains. Il occupe donc une position qui en fait une sorte de grand prêtre. Ce sont les dieux qui l'ont placé à cette fonction, et il se doit de s'en montrer digne, sous peine d'être déchu de sa fonction par un autre que les dieux jugeraient plus apte à être roi. À leur mort, les souverains sont divinisés, mais jamais de leur vivant, même si leurs sujets les appellent « mon Soleil », signe que leur fonction leur confère un caractère sacré. À ses côtés, la reine joue également un grand rôle dans la religion hittite. Les deux président souvent des cérémonies religieuses. Leur couple terrestre répond au grand couple divin du royaume, celui du Dieu de l'Orage et de la Déesse-soleil.

### Le clergé
Si d'autres membres de l'administration pouvaient prendre part au culte, c'est au clergé qu'incombait la grande part de la gestion du culte, avant tout les sacrifices faits aux dieux. Les prêtres masculins étaient nommés dans les textes par des termes sumériens, SANGA et GUDÚ, et les prêtresses les plus importantes étaient appelées AMA.DINGIR-LIM (« mère du dieu »). Au cours des rituels sacrificiels, ils étaient assistés par des chanteurs et musiciens, ainsi que des porteurs d'offrandes, et les mets offerts aux dieux étaient préparés par des cuisiniers et boulangers, les boissons par des brasseurs. Les rituels autres que le sacrifice étaient dirigés par des spécialistes : la « vieille femme » (sumérien ŠU.GI, hittite haššawa-), ainsi que le « physicien » (A.ZU), le devin (BARU), ou un observateur d'oiseaux (MUŠEN.DÙ), ces deux derniers étant spécialisés dans la divination.
Toutes ces personnes devaient prêter la plus grande attention à leur état de pureté, du fait de leur relation privilégiée avec la sphère divine.

## La communication entre hommes et dieux

### Les prières
Pour que le monde puisse fonctionner correctement, il fallait qu'il y ait une communication permanente entre les maîtres divins et leurs serviteurs humains, en priorité les rois. Ces derniers ont souvent adressé des prières à des divinités, que l'on peut diviser en trois types : la prière-mugawar, qui cherche à agir directement sur le dieu pour le calmer en cas de colère ; la prière-malteššar (généralement écrite en hatti), qui demande la prospérité pour le roi, sa famille et son pays ; la prière-arkuwar est une sorte de plaidoyer cherchant à défendre un homme contre un dieu en colère, dont l'exemple le plus représentatif est l'ensemble des Prières de Mursili II au sujet de la peste (CTH 378), qui cherche à apaiser les dieux supposés avoir envoyé une peste terrible dans le royaume hittite à la suite de fautes commises par Suppiluliuma (qui fit assassiner son frère Tudhaliya pour prendre le trône), le père et prédécesseur de Mursili II.

### La divination
Les sentiments des dieux pouvaient être accessibles aux hommes par la divination, qui dévoile les raisons de la colère de ceux-ci, ou leurs volontés. Elle peut être suscitée, si c'est un humain qui suscite le contact, ou bien révélée par le dieu spontanément. La divination par les rêves (oniromancie), la plus courante, peut être des deux types : soit le dieu s'adresse de lui-même à un dormeur, soit le sommeil est provoqué et la venue du dieu est suscitée (incubation). L'astrologie est attestée dans des textes retrouvés à Hattusa. Les autres procédures de divination, suscitées par les humains, donc oraculaires, sont l'hépatoscopie (lecture dans les entrailles de moutons), les augures (lecture du vol de certains oiseaux), la lécanomancie (divination par l'eau) et une procédure énigmatique de tirage au sort d'objets symbolisant quelque chose (la vie, le bien-être ou bien une personne), censés révéler l'avenir (semblable à la divination par les osselets).
« (Divination par les jetons/osselets) Iya, la Vieille femme, me parla en ces termes : « Le  tirage (« parcours » ?) s’est révélé néfaste pour la personne du fils de la prêtresse, et ce tirage est sorti : « le (jeton) « néfaste » a été « pris » et reculé en (position) « Halmassuit ». J’ai procédé à la consultation oraculaire quatre fois, et les quatre fois elle s’est révélée néfaste. Donc, que soit faite une consultation là bas (i.e. par les oiseaux) aussi. »

## Le culte divin

### Les lieux de culte

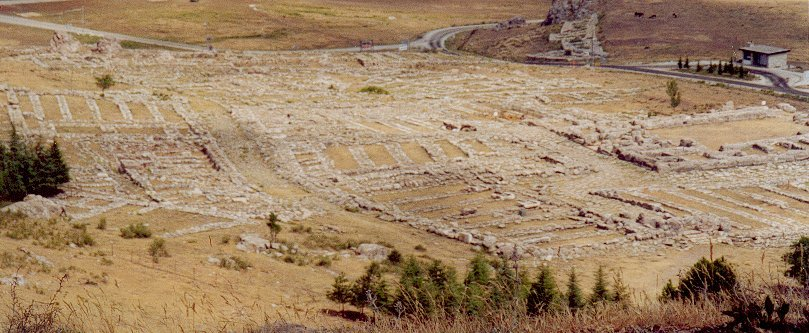
Ruines du grand temple de Hattusa.

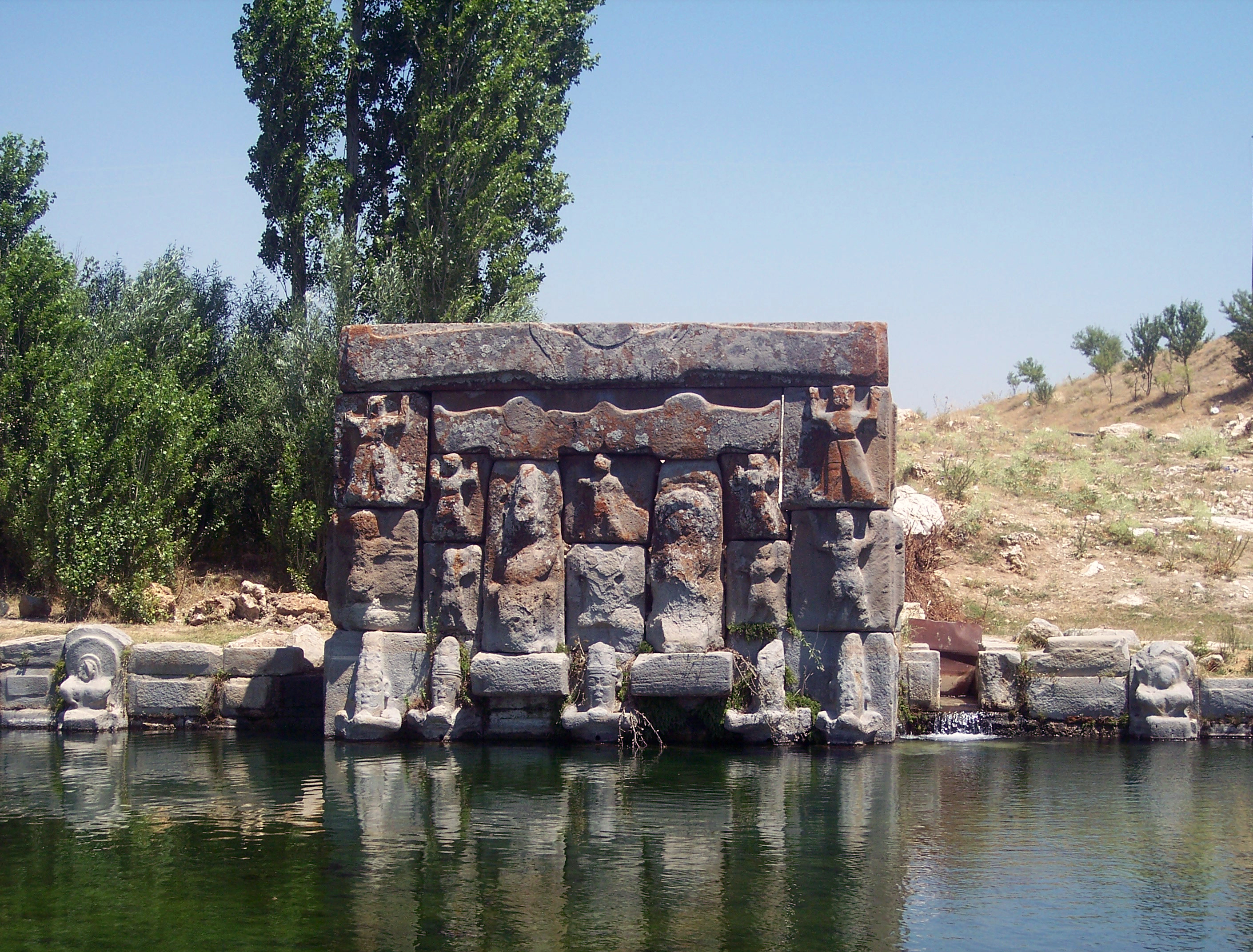
Bas-relief d'Eflatun Pınar.

En milieu urbain, les dieux étaient vénérés dans des temples. Ceux-ci servaient de résidence terrestre aux divinités auxquelles ils étaient attribués. La ville de Hattusa en a livré près de trente. Le principal, situé dans la Ville basse, était dédié au Dieu de l'Orage et à la Déesse-soleil. Il était vaste, et entouré d'un complexe de magasins contenant les victuailles et objets nécessaires au culte, ainsi que des archives, et les résidences d'une partie des desservants. À l'entrée, un bassin avait été disposé pour permettre des ablutions. L'entrée dans l'espace sacrée était marquée par un portail (sumérien KI.LAM, hittite hilammar). On pénétrait ensuite dans le saint des saints, où se trouvait un autel à sacrifices, et une double cella, pour chacun des deux dieux tutélaires, où on trouvait leurs statues, qui symbolisait leur présence sur Terre. La divinité était censée venir l'habiter, après un rituel servant  cela. De nombreux temples avaient été construits dans la Ville haute durant les XIVe et XIIIe siècles. Leur organisation interne était grossièrement la même que dans le grand temple. Le mobilier des temples était très riche. On le connaît notamment grâce à un inventaire commandité au XIIIe siècle, qui recense le contenu des temples du Hatti. 
Il existait également des sanctuaires en dehors des agglomérations, dans des lieux en plein air. Yazılıkaya, situé dans les alentours de Hattusa, est le mieux connu. Il a été réaménagé au XIIIe siècle, et comporte des bâtiments ainsi que des bas-reliefs sculptés sur des rochers représentant des divinités. D'autres bas-reliefs de même type ont été retrouvés en d'autres sites de l'Anatolie hittite, comme Eflatun Pınar. Il s'agissait d'autres lieux de culte. D'autres lieux pouvaient servir pour des cultes hors des villes, notamment auprès de stèles (des bétyles, huwaši) ou bien dans des bosquets sacrés. Enfin, les montagnes occupaient une place importante dans la religion hittite.

### Le sacrifice
La fonction des hommes est avant tout de pourvoir à l'entretien quotidien des dieux, en leur faisant des offrandes. Il s'agissait en premier lieu de les nourrir, avant tout avec du pain, mais aussi du miel, des fruits. Et surtout de la viande d'animaux sacrifiés, surtout des moutons, mais aussi des chèvres, de bœufs : on cuisinait leur viande, puis on réservait une part aux dieux (le sang, le cœur notamment), et une grande part revenait aux officiants. La boisson accompagnait ces repas divins. À côté de ce sacrifice quotidien, lors des grandes fêtes les sacrifices étaient plus importants.

### Les fêtes religieuses

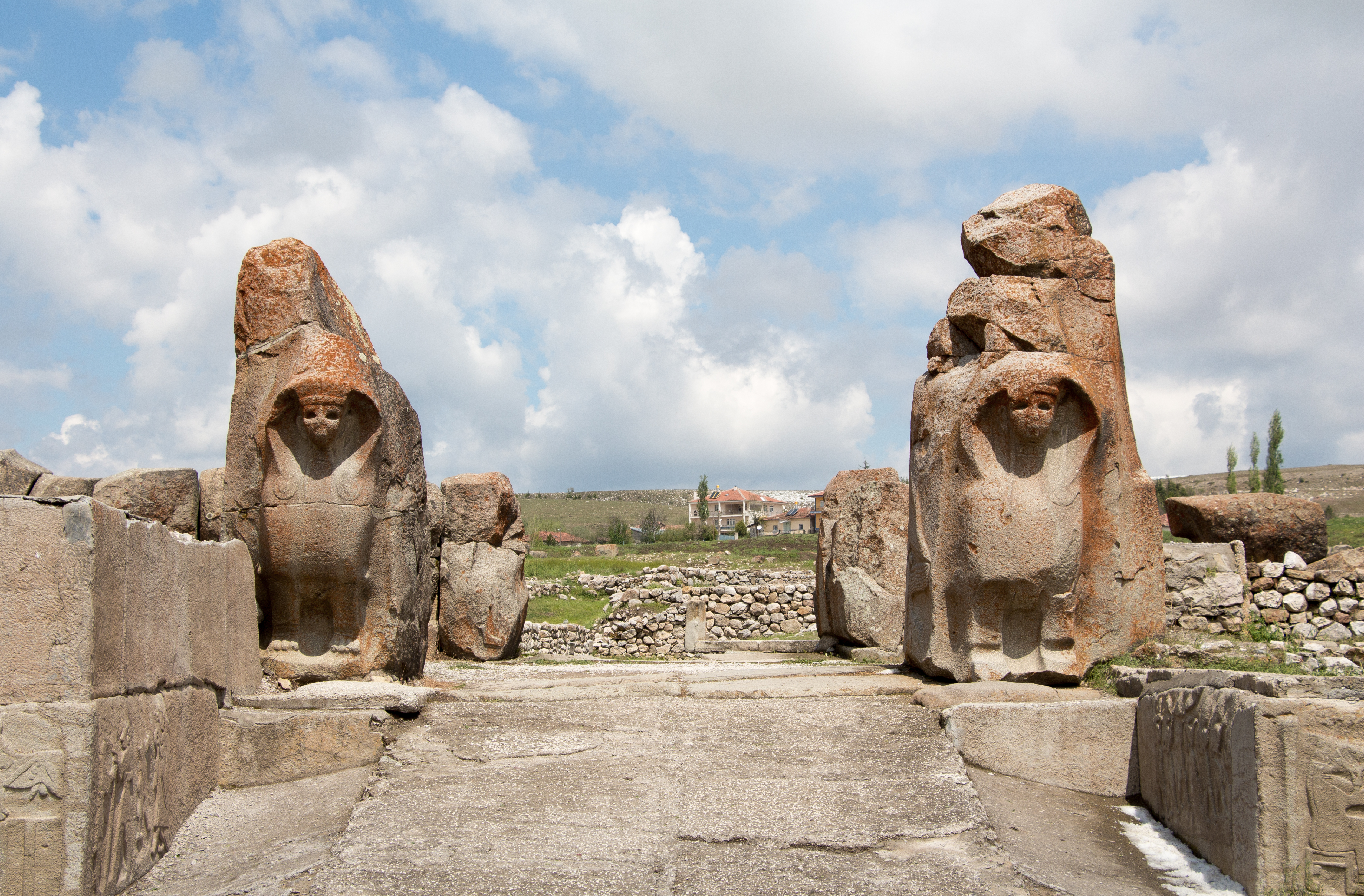
La Porte des Sphinx d'Alacahöyük.

Les fêtes religieuses (EZEN) sont un autre moyen de maintenir le contact entre hommes et dieux. Elles avaient lieu à des intervalles réguliers (chaque mois, chaque année, ou sur un cycle plus long), et devaient être impérativement effectuées à un moment précis sous peine d'être inopérantes, et toute faute dans leur déroulement pouvait avoir des conséquences néfastes. Le calendrier cultuel hittite semble particulièrement chargé de fêtes religieuses. Certaines pouvaient ne durer que quelques heures, alors que d'autres prenaient tout un mois. Elles servaient à célébrer un dieu, et/ou des changements de saison, étaient liées à la fonction royale.
Les fêtes étaient dirigées par un prêtre de rang supérieur, parfois le roi lui-même. Une procession prenait était guidée vers un lieu de culte, où on pouvait procéder à un banquet, suivi d'offrandes pour une ou plusieurs divinités (pain, boissons, viande d'animaux sacrifiés). Ces fêtes étaient souvent accompagnées par des musiciens, et d'autres divertissements comme des pugilats, des courses à pied ou à cheval, des concours de force, mais aussi des danses et acrobaties. Les reliefs de la zone religieuse d'Alacahöyük (peut-être l'antique Arinna, ou Zippalanda) montrent le déroulement de telles festivités : couple royal et prêtres dirigeant un rituel, accompagnés de bêtes destinées aux sacrifices, et de jongleurs. Des récitations de mythes avaient lieu lors de certaines fêtes, comme le Mythe d'Illuyanka lors de la fête du Nouvel An. Le déroulement de ces cérémonies nous est présenté dans des textes.
Plusieurs fêtes survenaient au printemps, début de l'année hittite. La fête purulli marquait le Nouvel An. Elle durait plus d'un mois, et débutait à Hattusa, dans le temple du Dieu de l'Orage, et se rendait ensuite dans d'autres cités ayant leur Dieu de l'Orage, en terminant dans le temple de celui de Nerik. Ces dieux devaient ensuite assurer la prospérité pour la nouvelle année. La fête AN.TAH.ŠUM débutait le 21 mars, et durait 38 jours, et se déroulait également dans plusieurs cités du Hatti, débutant à Hattusa et finissant à Ankuwa. La grande fête de l'automne était la fête nuntarriyašha. Une dernière grande fête est celle du KI.LAM (« portail »).

## Les rituels magiques
Les rituels magiques ont lieu à des occasions non fixées par le calendrier, quand les circonstances l'exigent, à la différence des fêtes. De nombreux textes les mentionnent, car ils répondaient à une vaste gamme de situations : pour retrouver la santé, en cas de problèmes sexuels, d'insomnies, pour se laver d'une faute commise, quand un soldat s'engage dans l'armée, ou encore lors de la fondation d'un temple, et des rites de passage (lors d'une naissance, d'un passage à l'âge adulte, d'une mort), etc. Il s'agit donc de faire en sorte de s'attirer les bonnes grâces des dieux. Ils étaient généralement accomplis sous la direction de la « vieille femme » ou du « magicien », du devin. 
Les pratiques magiques à l'œuvre au cours de ces rituels faisaient beaucoup appel au principe d'analogie : on utilisait des ingrédients comme des minéraux, des végétaux, de la terre, ou bien de la laine, sur lesquels on pratique le rituel, les effets étant censés se faire sentir sur la personne qui commandite le rituel. On considérait donc que tous ces éléments étaient connectés aux êtres humains. D'autres rituels font appel au contact direct entre celui qui doit être purifié et les objets utilisés pour le libérer de sa faute. Il existait également des rites de substitution, dans lesquels on transfère la faute sur un animal, ou bien une figurine en terre cuite ou en cire, voire un prisonnier si c'est le roi qui est concerné. Une fois la faute transférée, l'objet était détruit, le substitut vivant pouvait être tué ou bien renvoyé au loin.
« (Le prêtre) place du malt (et) du pain à bière (?) dans leurs (les soldats) mains, ils l’écrasent et il leur parle en ces termes : « De la même manière qu’ils broient ce pain à bière avec des meules, le mélangent avec de l’eau, le cuisent et l'écrasent, celui qui transgresse ce serment et fait une mauvaise chose à l'encontre du roi, de la reine, des princes (et) du Hatti, que ces dieux du serment s’emparent de lui et ses os soient broyés de la même manière, qu’il soit écrasé de la même manière, qu’il soit réduit en morceaux de la même manière ! Qu’il ait une mort terrible ! » (Alors) (les soldats) déclarent : « Qu’il en soit ainsi ! »

## La mort et les Enfers
Pour les Hittites, le monde des morts se trouvait sous la Terre, donc à l'opposé du Ciel : c'est le monde souterrain, les Enfers. Sur son organisation, les différentes traditions aux origines de la religion des Hittites se mélangent. La région infernale était le domaine d'une déesse, Lelwani, identifiée à la déesse mésopotamienne Ereshkigal et à la hourrite Allani. Elle y régnait en étant entourée de serviteurs divins. La Déesse-soleil d'Arinna, divinité d'origine hattie, était également considérée comme étant une divinité chtonienne, dominant le Monde souterrain. Le soleil était supposé passer aux Enfers une fois qu'il avait quitté la surface terrestre à la fin du jour. Selon le Mythe de Télipinu, un grand palais était bâti au centre des Enfers. L'accès aux Enfers était supposé se faire via des cavités naturelles : des sources, des puits, des mares. Des trous artificiels servaient dans un rituel comme points d'accès aux Enfers, d'où sortaient les divinités infernales en empruntant une échelle en bronze posée dans le trou. Les tombes étaient également des points d'accès au Monde souterrain.
Après la mort d'une personne, on effectuait des rites assurant le passage vers l'au-delà. On a conservé un rituel funéraire royal : il durait quatorze jours, et le corps subissait une crémation. Cette pratique est sans doute une influence hourrite, car avant la période du royaume hittite, les morts étaient enterrés. Cette pratique reste cependant importante à côté des crémations dans les tombeaux de la seconde moitié du IIe millénaire. Le mort était accompagné d'objets, plus ou moins nombreux et riches en fonction de son rang social. Aux Enfers, il devenait un fantôme (sumérien GIDIM). Il n'en gardait pas moins un contact avec le monde des vivants, avant tout ses descendants. Ces derniers devaient donc procéder à des rituels participant à un culte des ancêtres, là aussi bien connu pour la famille royale. Les rois et reines décédés avaient la particularité d'accéder au statut divin, et à ce titre on réalisait des statues les représentant. Leur culte avait lieu dans des lieux spécifiques de la capitale et aussi en dehors de celle-ci (notamment à Samuha), qui voient se dérouler certains des rituels ayant lieu durant de grandes fêtes religieuses.

### Sources
- Maurice Vieyra, « Les textes hittites », dans René Labat, André Caquot, Maurice Sznycer et Maurice Vieyra, Les religions du Proche-Orient asiatique, Textes babyloniens, ougaritiques, hittites, Paris, Fayard, 1970, p. 459-566
- René Lebrun, Hymnes et prières hittites, Louvain, Université catholique de Louvain, 1980
- (en) Harry A. Hoffner Jr., Hittite Myths, Atlanta, Scholars Press, coll. « SBL Writings from the Ancient World », 1998
- R. Lebrun, « Les devoirs des prêtres et serviteurs des temples hittites (CTH 264) » In R. Lebrun et E. Van Quickelberghe, Cardinalis Julianus Ries : pastor eruditissimus, Brepols , Turnhout, p. 79-90, 2015.
- Alice Mouton, Rites, mythes et prières hittites, Paris, Le Cerf, coll. « Littératures anciennes du Proche-Orient », 2016
- (en) Michele Cammarosano, Hittite Local Cults, Atlanta, Scholars Press, coll. « SBL Writings from the Ancient World », 2018

### Civilisation hittite
- (en) Trevor Bryce, Life and Society in the Hittite World, Oxford et New York, Oxford University Press, 2004
- (en) Charles Burney, Historical Dictionary of the Hittites, Lanham, Toronto et Oxford, The Scarecrow Press, coll. « The Historical Dictionaries of Ancient Civilizations and Historical Eras », 2004
- (en) Billie Jean Collins, The Hittites and their world, Atlanta, Society of Biblical Literature, coll. « Archaeological and Biblical Series », 2007
- Isabelle Klock-Fontanille, Les Hittites, Paris, Presses universitaires de France, coll. « Que-sais-je ? », 2008

### Introductions sur la religion hittite
- (en) Gregory McMahon, « Theology, Priests and Worship in Hittite Anatolia », dans J. M. Sasson (dir.), Civilizations of the Ancient Near East, New York, Scribner, 1995, p. 1981-1995
- René Lebrun, « Les religions hittite et asianique », dans Frédéric Lenoir et Ysé Tardan-Masquelier (dir.), Encyclopédie des Religions, 1. Histoire, Paris, Bayard, 1997, p. 77-86
- (en) Gary Beckman, « Religion. B. Bei den Hethitern », dans Reallexicon der Assyriologie und Vorderasiatischen Archäologie, vol. XI (5/6), Berlin, De Gruyter, 2007, p. 333-338
- (en) Gary Beckman, « Hittite Religion », dans Michele Renee Salzman et Marvin A. Sweeney (dir.), The Cambridge History of Religions in the Ancient World, volume I: from the Bronze Age to the Hellenistic Age, Cambridge, Cambridge University Press, 2013, p. 84-101

### Études spécialisées
- (de) Volkert Haas, Geschichte der hethitischen Religion, Leyde, Boston et Cologne, Brill, coll. « Handbuch der Orientalistik », 1994
- (en) Gary Beckman, « Pantheon. A. II. Bei den Hethitern », dans Reallexikon der Assyriologie und Vorderasiatischen Archäologie, vol. X, Berlin, De Gruyter, 2004, p. 308-316
- (en) Piotr Taracha, Religions of Second Millennium Anatolia, Wiesbaden, Harrassowitz, 2009
- (de) Manfed Hutter, Religionsgeschichte Anatoliens : Vom Ende des dritten zum Beginn des ersten Jahrtausends, Stuttgart, Kohlhammer, 2021
- (en) Daniel Schwemer, « Religion and Power », dans Stefano de Martino (dir.), Handbook of Hittite Empire, Berlin et Boston, De Gruyter Oldenbourg, 2022, p. 355-418